# Stella Maris (1693)
Lo Stella Maris fu un vascello di linea veneziano da 70 cannoni che prestò servizio nella Armada tra il 1693 e il 9 febbraio 1695.

## Storia
La costruzione del vascello da 70 cannoni Stella Maris fu ordinata dal Senato della Repubblica di Venezia il 23 marzo 1692, e la nave fu impostata nello stesso anno sotto la direzione del Proto dei Marangoni Stefano di Zuanne Michiel. La nuova nave fu varata nel gennaio 1693 presso l'Arsenale in uno stato di completamento meno avanzato rispetto alle precedenti in quanto la grandezza dello scafo consigliava di vararla prima che il peso a terra fosse troppo eccessivo.
Il 15 aprile 1693 la Stella Maris uscì dall'Arsenale, con armamento di 70 cannoni, tra cui 4 da 30 libbre in ferro, ed entrò a far parte dell' Armata Grossa in quello stesso anno al comando del governator di nave Giovanni Pignatta.
Il trattato Architettura navale di Stefano Conti riporta un disegno della Stella Maris, seconda unità della classe San Lorenzo Giustinian e praticamente analoga alla precedente. Il vascello aveva 14 portelli per lato su entrambi i ponti e tutti i portelli del ponte di coperta, insieme ai due più a poppa dei sei del cassero, era chiusi da mantelletti, particolare che indica che entrambi i ponti erano (l'uno totalmente,  e l'altro parzialmente) coperti. La poppa risultava più alta rispetto alle navi inglesi e francesi dell'epoca, e meno decorata.
All'epoca era in corso la guerra di Morea che vedeva contrapposti la Repubblica di Venezia e l'Impero turco. Lo Stella Maris, su cui alzava la sua insegna il comandante straordinario della navi Girolamo Priuli, partecipò alla battaglia di Spalmadori in forza alla squadra navale veneziana al comando del capitano generale da mar Antonio Zeno. Il 9 febbraio 1695 la flotta veneziana, composta dai vascelli Stella Maris (nave ammiraglia, 70 cannoni), Rosa (60), San Lorenzo Giustinian (70), Leon Coronato (70), Nettuno (60), Valor Coronato (54), San Domenico (60), Redentor del Mondo (70), Vittoria (60), San Nicolò (54), Sacra Lega (60), Drago Volante (60), Fama Volante (50), Madonna della Salute (50), Venere Armata (52), Ercole Vittorioso (60), San Antonio di Padova (50), Pace ed Abbondanza (50), San Giovanni Battista Piccolo (50), San Vittorio (62), e San Giovanni Battista Grande, da 5 galeazze e 21 galee si trovava posizionata a difesa dell'isola di Chio, vicino alle Oinousses, un piccolo gruppo di isole al largo di Capo Karaburun nell'Anatolia occidentale. Quel giorno Zeno impegnò combattimento contro la squadra turca dell'ammiraglio Hacı Hüseyin Pascià forte di 20 velieri e 20 galee.
Nel durissimo combattimento la squadra veneziana perse per incendio i vascelli Stella Maris (dove si trovava imbarcato il capitano straordinario delle navi Girolamo Priuli), Leon Coronato (incendiatosi a sua volta nel tentativo di soccorrere la "Capitana") e Drago Volante (esploso dopo che il fuoco raggiunse la Santa Barbara), mentre il vascello San Vittorio rimase gravemente danneggiato. In particolare la Stella Maris, dopo aver sparato su ordine di Priuli la prima bordata della flotta veneziana a una distanza eccessiva, fu raggiunta, secondo le testimonianze dell'epoca, da una palla di cannone con relativo stoppaccio infiammato che colpì il giardinetto provocando un incendio. Il fuoco si propagò dai giardinetti di poppa raggiungendo, anche se lentamente, il sartiame. Nel tentativo di porre in salvo almeno l'equipaggio Priuli ordinò al vascello Leon Coronato di avvicinarsi alla Stella Maris.  A causa di un errore del pilota che accostò sottovento al vascello incendiato fece si che il fuoco si propagasse alle vele del Leon Coronato estendendosi subito dopo all'attrezzatura e allo scafo.  Verso le 15:00 il Leon Coronato esplose, seguito poco dopo dalla Stella Maris, con una perdita complessiva, compreso lo stesso Priuli, di circa 1.000 uomini.
Nel 2017 alcuni subacquei turchi hanno localizzato nel Mare Egeo due relitti affiancati a una profondità di 65 m, indicandoli come quelli dello Stella Maris e del Leon Coronato, ed esplorandoli successivamente.

### Annotazioni
1. ↑  Risultava mezzo piede più lunga rispetto alla capoclasse.
2. ↑  Il team di ricercatori ha provato ad individuare anche il relitto del Drago Volante, ma fermandosi nelle ricerche per non sconfinare nelle acque territoriali greche.

### Fonti
1. 1 2  http://www.veneziamuseo.it/ARSENAL/schede_arsenal/vascelli.htm.
2. 1 2 3 4  Threedecks.
3. ↑  Levi 1896, p. 26.
4. ↑  Candiani 2009, p. 276.
5. 1 2  Nani Mocenigo 1938, p. 95.
6. 1 2 3  Candiani 2009, p. 272.
7. ↑  Nani Mocenigo 1938, p. 91.
8. ↑  Candiani 2009, p. 302.
9. 1 2 3 4  Candiani 2009, p. 303.
10. ↑  Divernet.